# Kallerstads säteri
Kallerstads säteri är ett säteri i Linköpings kommun (Sankt Lars socken), Östergötlands län. 

## Historik
Kallerstads säteri i Sankt Lars socken i Åkerbo härad. Denna egendom finns omtalad år 1313, vilket år den 4 mars kaniken i Linköping Inge testamenterade en gård i Kallirstadh till Linköpings domkyrka. År 1328 omtalas Kalderstadh. Några bönder härstädes framförde nämligen då klagomål hos drotsen Knut Jonsson överförvaltaren av kungsgården Stång, under vilken gård delar av Kallerstad då utan tvivel hörde. År 1337 omnämnes en Haquinus af Kældærstad. Bondhaltebol i Kallerstad köptes till en del år 1343 av Nils av Stång, och år 1344 sålde Peter Håkansson 1⁄4 åtting härstädes till fogden i Linköping Nils av Stång. Har sedermera så småningom sammankommit till en egendom. Den delen, som är av säterinatur, har varit prebende
samt köptes från kronan dels av överstelöjtnanten, sedermera översten Hans Garfwe år 1649, dels av översten Per Andersson Linderoth år 1646. Ägdes därefter som säteri av biskopen Samuel Enander, adlad Gyllenadler (1607–1670), vidare av hans änka Brita Nilsdotter samt av sonen, majoren Karl Gustaf Gyllenadler (död ogift), men reducerades.
Tillhörde sedermera sistnämnde ägares svåger, generalmajoren, friherre Anders Lagercrona (1654–1739), därefter dennes måg, generalmajoren Otto Reinhold Wrangel (1681–1745) samt vidare hans son, riksrådet, greve Anders Anders Reinhold Wrangel, vilken 1774 försålde säteriet till doktorinnan Hedvig Sofia Lidén. Senare och omkring 1818 ägdes det av landskamreraren Johan Gabriel Bergengren (död 1841), en särdeles snillrik och för det allmänna verksam man, vars minne på mer än ett sätt ännu
fortlever.

### Frälshemman
Frälsehemmanet såldes 1658 av överstelöjtnant Hans Garfwe till biskopen Samuel Enander, och 1676 försåldes en annan del av detsamma av fru Helena Ulfsparre till Enanderska familjen. År 1677 och 1686 ägdes en del härav av änkefru Brita Gyllenadler och 1700 av friherre Anders Lagercrona, vilken 1728 köpte ytterligare en del av egendomen av sin styvson, överstelöjtnanten Karl Magnus Du Rietz. En del av frälset ägdes 1686 och 1700 av Lars Sparre samt 1726 av kammarherren, greve Fredrik Lorents Bonde, som
1737 försålde densamma till generalmajoren Germund Karl von Brunijan (Braunjohan). Vid denna tid berättas det att här anlagts mullbärsplanteringar genom frön införskrivna från Frankrike. Över 3000 plantor sägs ha blivit ihjälskållade med hett vatten av bönderna, vilka ansåg det var bättre att använda marken till odling av kål.
År 1798 inköptes frälsehemmanet från generalmajoren Braunjohans arvingar av lagmannen Anders Wilhelm Pereswetoff-Morath, sedan han år 1798 tillhandlat sig skattehemmanet av herr Fredrik Karl Egnell. År 1817 ärvde dåvarande häradshövdingen, sedermera lagmannen Fredrik Karl Pereswetoff-Morath hälften av sin faders egendom samt köpte den andra hälften av sin broder, kammarherren Anders Wilhelm Pereswetoff-Morath. Sedan nämnde lagman år 1829 även inköpt säteriandelen av landskamreraren Bergengren var egendomen sålunda kommen i en hand. Vid lagman Moraths död år 1851 ärvdes egendomen av hans måg, löjtnanten Karl Emil Wilhelm Pereswetoff-. Morath var gift med Karolina Maria Sofia Pereswetoff-Morath.